# Omnifam
Omnifam era una organización ficticia de caridad en la serie de televisión Alias. Arvin Sloane era el presidente. En la cuarta temporada Sloane pasó a ser el director de una nueva división secreta de la CIA denominada APO, haciendo pasar a sus agentes como empleados y miembros de Omnifam
En tercera temporada, los contactos y los recursos de Omnifam fueron usados como apoyo logístico y de inteligencia por la CIA. En cuarta temporada, fue revelado que Sloane había usado esta organización como un esquema de nueva ingeniería basada en la evolución humana y había contaminado el suministro de agua mundial con un líquido procedente de un artefacto de Rambaldi. Sloane también usó Omnifam para buscar bases de datos médicas para encontrar a su hija, Nadia Santos, también nombrada en la profecía de Rambaldi como "El Pasajero".
- Datos: Q9052278